# Ariano Irpino
Ariano Irpino is een gemeente in de Italiaanse provincie Avellino (regio Campanië) en telt 23.330 inwoners (31-12-2004). De oppervlakte bedraagt 185,5 km², de bevolkingsdichtheid is 124 inwoners per km². In de gemeente bevindt zich de archeologische site Aequum Tuticum.
De volgende frazioni maken deel uit van de gemeente: Cardito, Martiri.

## Demografie
Ariano Irpino telt ongeveer 7819 huishoudens. Het aantal inwoners steeg in de periode 1991-2001 met 2,0% volgens cijfers uit de tienjaarlijkse volkstellingen van ISTAT.
| Jaar | Inwoneraantal |
| ---- | ------------- |
| 1991 | 23.040        |
| 2001 | 23.505        |

## Geografie
De gemeente ligt op ongeveer 817 meter boven zeeniveau.
Ariano Irpino grenst aan de volgende gemeenten: Apice (BN), Castelfranco in Miscano (BN), Flumeri, Greci, Grottaminarda, Melito Irpino, Montecalvo Irpino, Monteleone di Puglia (FG), Savignano Irpino, Villanova del Battista, Zungoli.

## Externe link

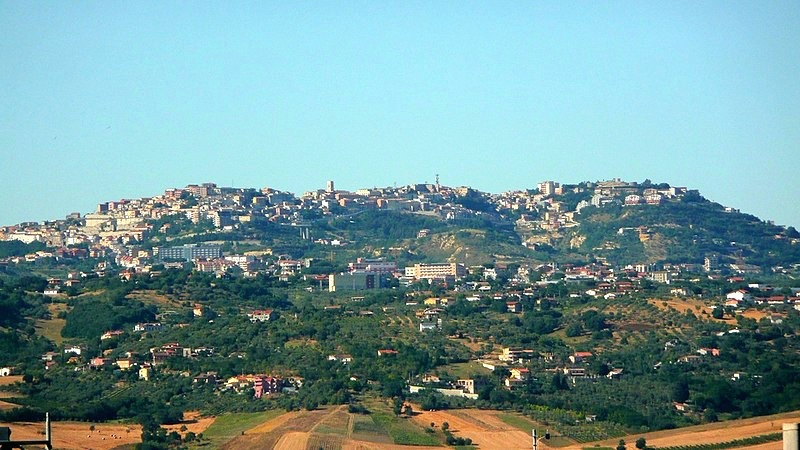
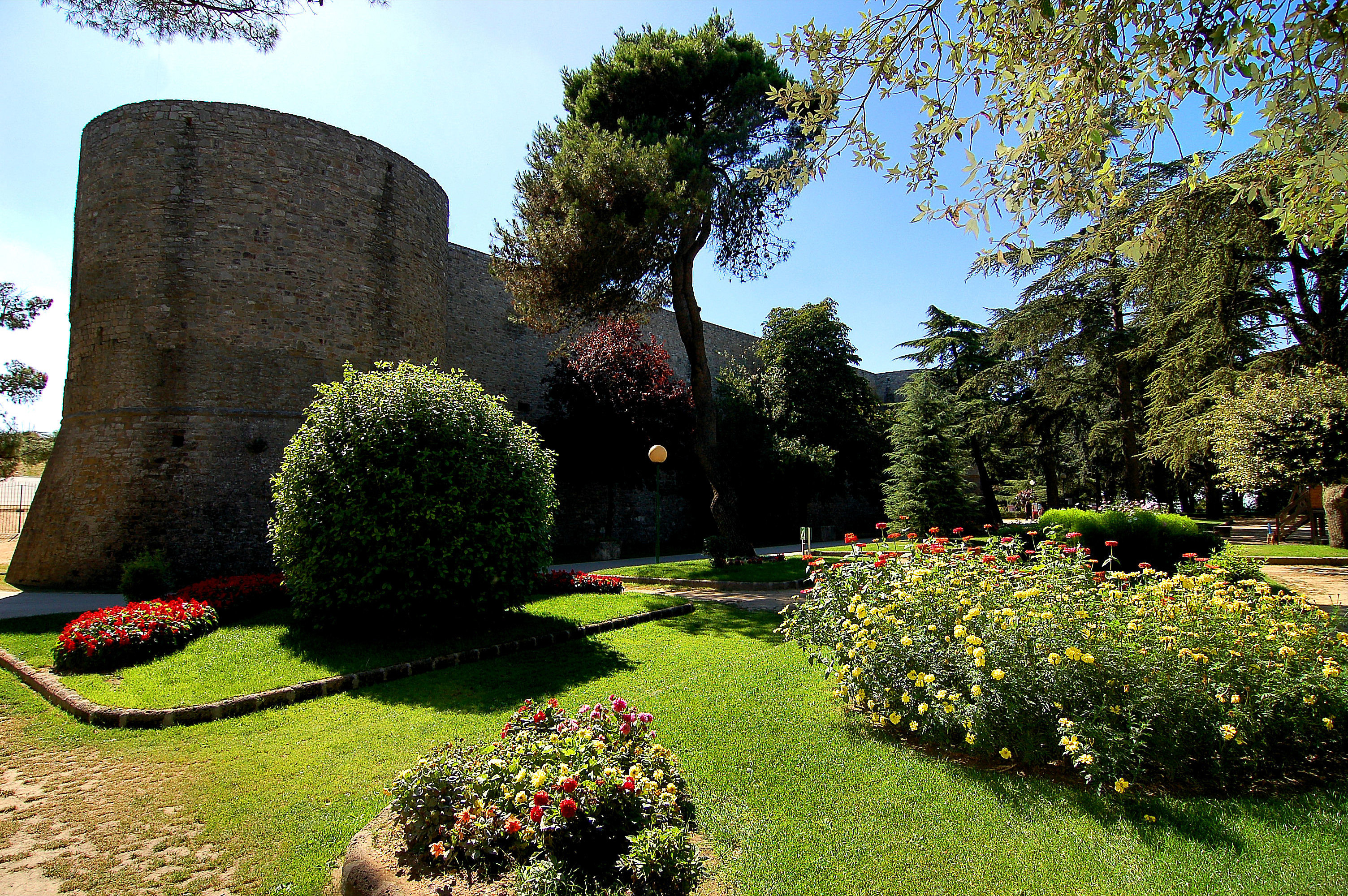
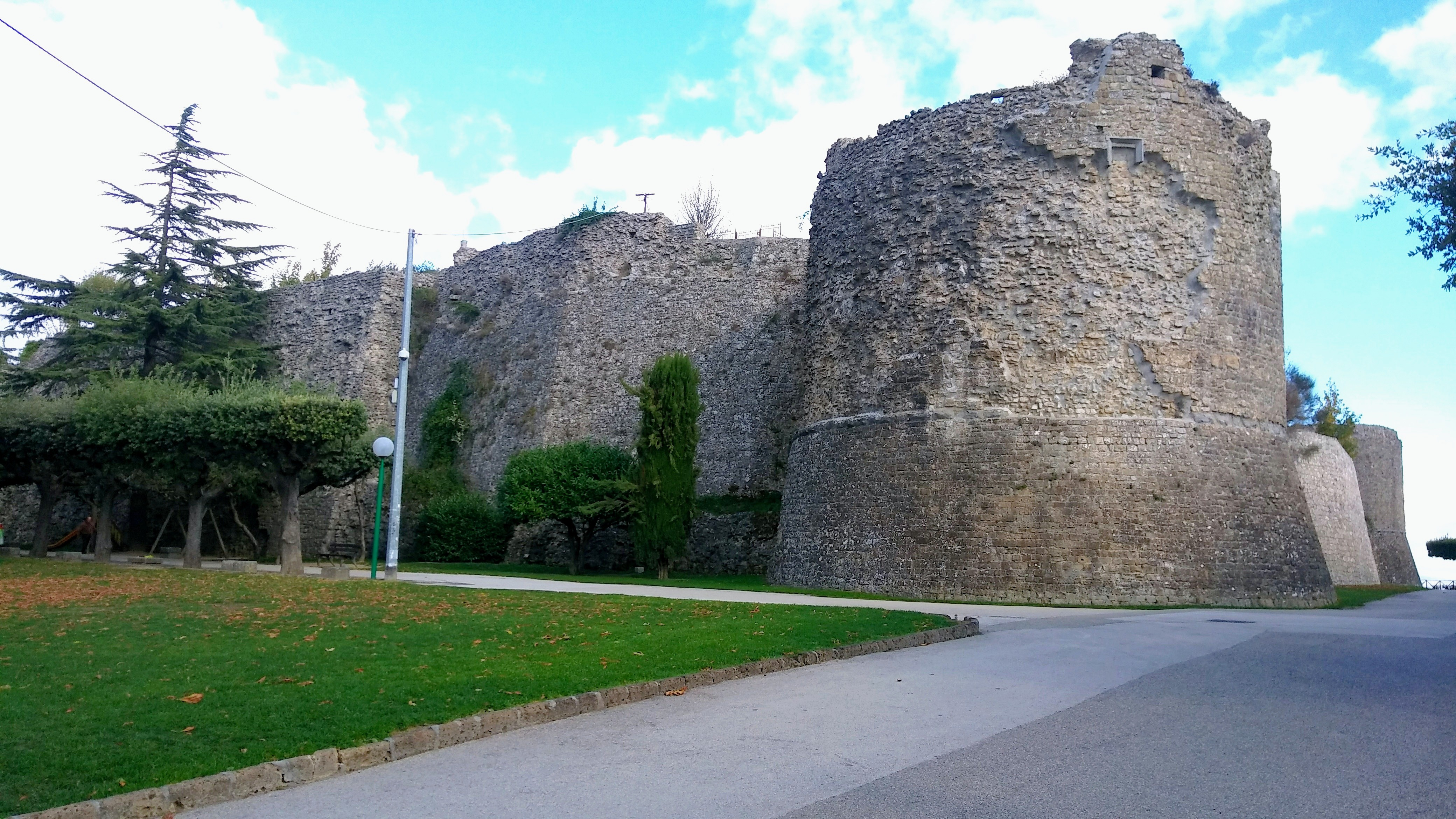
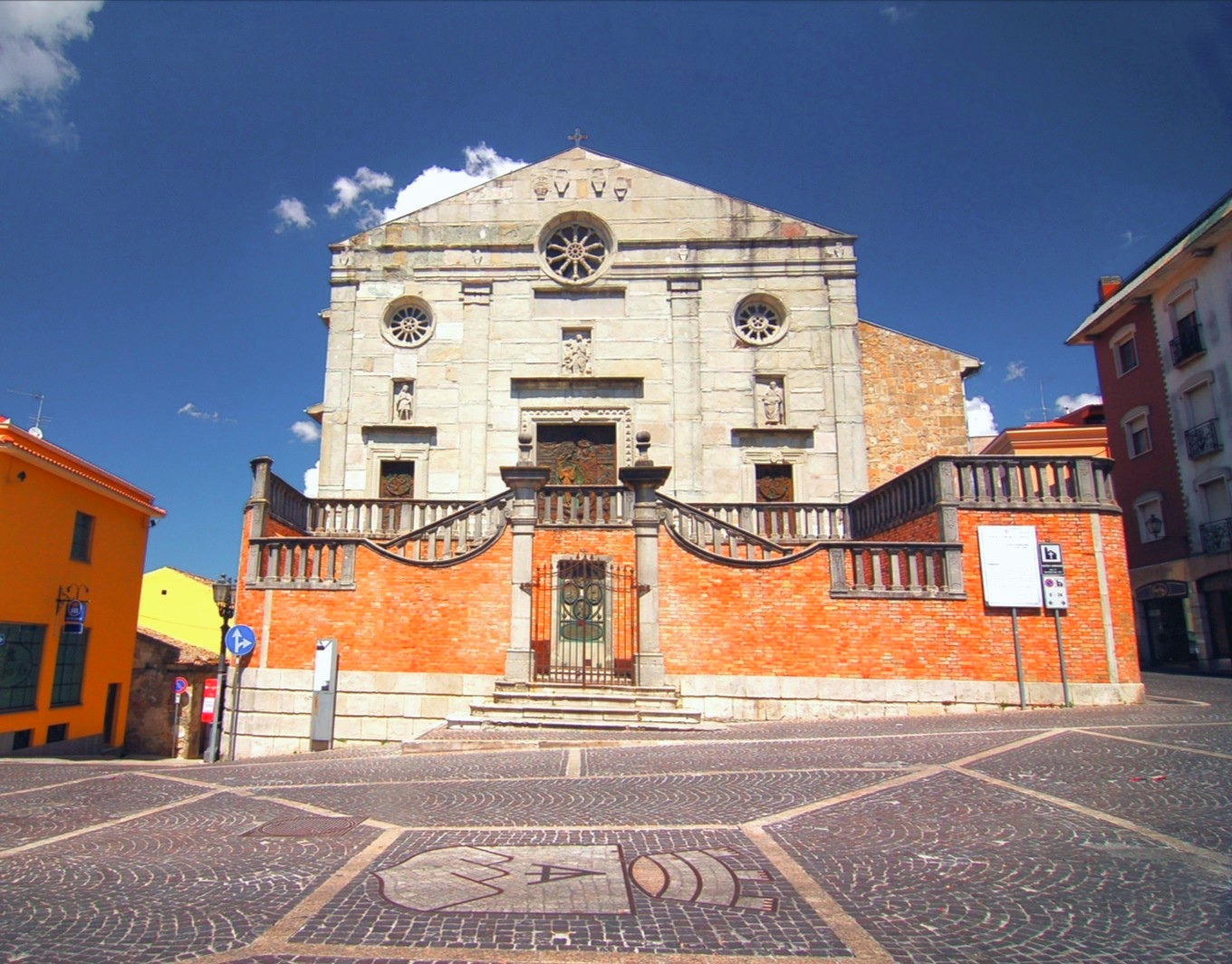